# Arlette Fortin
Pour les articles homonymes, voir Fortin.
Arlette Fortin (née en 1949 à Jonquière, - décédée le 11 août 2009) est une écrivaine québécoise. Elle est récipiendaire du prix Robert-Cliche en 2001 pour son premier roman C'est la faute au bonheur.
Elle a publié dans plusieurs ouvrages collectifs et revues littéraires telle Poésie de Québec,.
Elle a habité Lévis avec son époux Jocelyn Belley. Ses funérailles ont eu lieu le 15 août 2009 à l'église Notre-Dame de Lévis.

## Œuvres
- C'est la faute au bonheur, éditions VLB, Montréal, 2001, 209 p.,  (ISBN 2-89005-793-3) [5] — Prix Robert-Cliche du premier roman 2001.
- La vie est une virgule, éditions VLB, Montréal, 2007, 221 p.,  (ISBN 978-2-89005-961-0) [6].
- Un troisième roman, posthume, sera publié en mars 2010.

## Honneurs
- Prix Robert-Cliche (2001), C’est la faute au bonheur[7]